# Reina Torres de Araúz
Reina Cristina Torres Pérez de Araúz (30 de octubre de 1932 - 26 de febrero de 1982), más conocida como Reina Torres de Araúz, fue una profesora, antropóloga y etnógrafa panameña, considerada una figura seminal dentro de la antropología y etnografía nacional y defensora del patrimonio histórico panameño. Creadora de la Dirección Nacional de Patrimonio Histórico dentro del Instituto Nacional de Cultura, del cual fue su directora por una década. Autora de más de setenta artículos sobre historia, ecología y antropología en distintas publicaciones Y de nueve libros, entre los cuales se destaca la obra "Arte Precolombino Panameño" escrita en 1972.

## Biografía

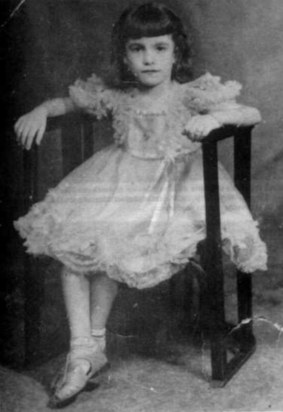
Reina Cristina Torres a los cinco años de edad.

Nació el 30 de octubre de 1932 en la Ciudad de Panamá. Estudió un año en la Escuela Normal de Santiago en la provincia de Veraguas, luego pasó al Liceo de Señoritas y finalmente obtuvo su bachiller en el Instituto Nacional de Panamá, en la Ciudad de Panamá.
Estudió filosofía y letras con especialización en antropología en la Universidad de Buenos Aires, Argentina, donde obtuvo su doctorado en el año 1963. Además, obtuvo en esta misma universidad los títulos de antropóloga general, etnógrafa, profesora de historia y técnico de museos.  Su tesis doctoral sobre la cultura Chocó y sus habitantes en Panamá y Colombia publicada en 1962 es considerada una referencia importante en el tema.
Dominaba a la perfección cinco idiomas, entre ellos el griego antiguo y el latín.

## Carrera Profesional
Reina Torres de Araúz centro sus estudios en las características de los pueblos indígenas panameños en su propio ambiente, mediante visitas de campo en selvas y serranías de Panamá en un trabajo teórico y de investigación documental que le permitió realizar un registro escrito y fotográfico detallado de la idiosincrasia, creencias religiosas, juegos deportivos, bailes, cantos y música de estos pueblos. El rescate ideológico del indígena panameño se convierte en una de sus principales luchas a lo largo de su vida profesional.
Su primera publicación fue La mujer kuna, fruto de la investigación que realizó para el Instituto Indigenista Interamericano, en 1957. Un año después publicó sus primeros estudios sobre los indios chocoes en el Darién, un ensayo en América Indígena, órgano divulgador del Instituto Indigenista Interamericano, y un análisis sobre su problemática en el XXXIII Congreso Internacional de Americanistas, celebrado en San José, Costa Rica. 
Fue profesora de antropología en el Instituto Nacional de Panamá y en la Universidad de Panamá. Dentro de esta última creó las cátedras de Antropología y Arqueología, el Centro de Investigaciones Antropológicas e impulsó la creación de la Comisión Nacional de Arqueología y Monumentos Históricos. Esta comisión fue la semilla de la Dirección Nacional de Patrimonio Histórico creada dentro del Instituto Nacional de Cultura, en donde Reina Torres de Araúz fungió como directora por una década.

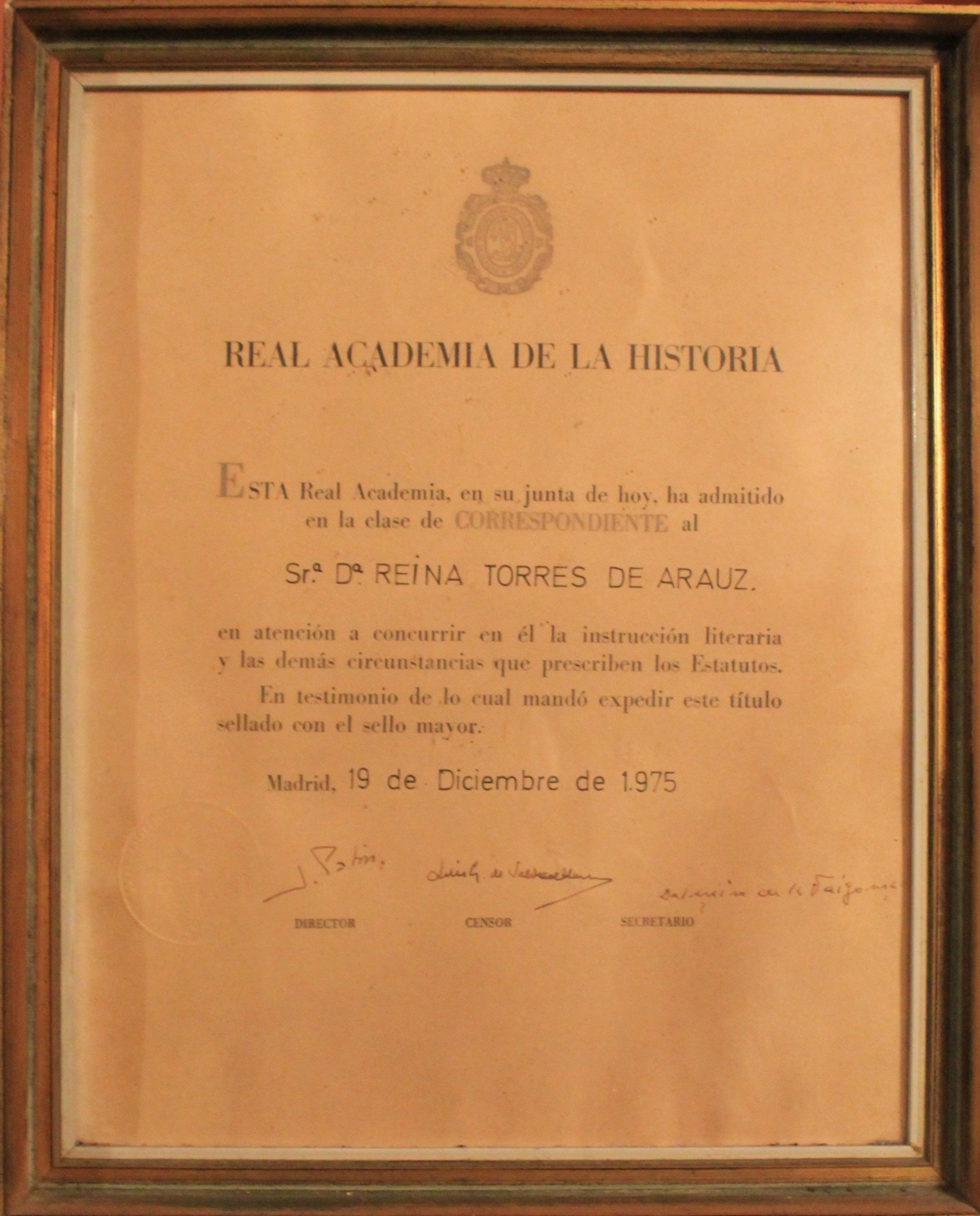
Certificado de inclusión de Reina Torres de Araúz en la Real Academia de Historia

Durante su gestión a cargo de la Dirección Nacional de Patrimonio Histórico logró impulsar la aprobación de la Ley 14 del 5 de mayo de 1982, por la cual se dictan medidas sobre la custodia, conservación y administración del Patrimonio Histórico de la Nación.
Obtuvo la vicepresidencia del Comité de Patrimonio Mundial de la UNESCO y también trabajó en la Coordinación de la Comisión Técnica Multinacional de Cultura.
Por su trayectoria como docente e investigadora, en 1974 la Academia Panameña de Historia la distinguió formalmente como Miembro de Número de esta institución, siendo la primera mujer panameña en recibir este honor.

### La expedición "Trans-Darién"
Formó parte de la expedición "Trans-Darién" en 1960, la cual fue documentada por National Geographic, esta consistía en atravesar el Tapón del Darién en un vehículo a motor, haciendo un promedio de 200 metros por hora con el objetivo de demostrar en la práctica que el Tapón del Darién podía ser atravesado en vehículo a motor. 

### Participación en el Congreso Mundial de Antropología
En Moscú en 1964, presentó sus trabajos ante la comunidad académica internacional. Hizo la conferencia sobre las culturas panameñas y a su vez una película filmada sobre la cultura Chocó, base de sus tesis de doctorado. Producto de la misma conferencia fue invitada a repetir la presentación en la Universidad de Moscú.

### Labor en la Fundación de Museos en Panamá
Impulsó la creación de museos como el Museo del Parque Arqueológico El Caño, el Museo de la Nacionalidad, el Museo de Arte Religioso Colonial, el Museo Afroantillano de Panamá, el Museo de Ciencias Naturales y el Museo de Historia de Panamá. Fundó en 1976 el Museo del Hombre Panameño, que más tarde sería reubicado y nombrado Museo Antropológico Reina Torres de Araúz en su honor.

### Creación de la Comisión Nacional de Arqueología y Monumentos Históricos (CONAMOH)
La labor de Reina en esta institución se orientó hacia el rescate del patrimonio arqueológico e histórico y a su divulgación en diferentes museos del país, la misma fue creada con el objetivo de reconocer, custidiar y conservar el patrimonio nacional.

### Luchas por el patrimonio histórico panameño

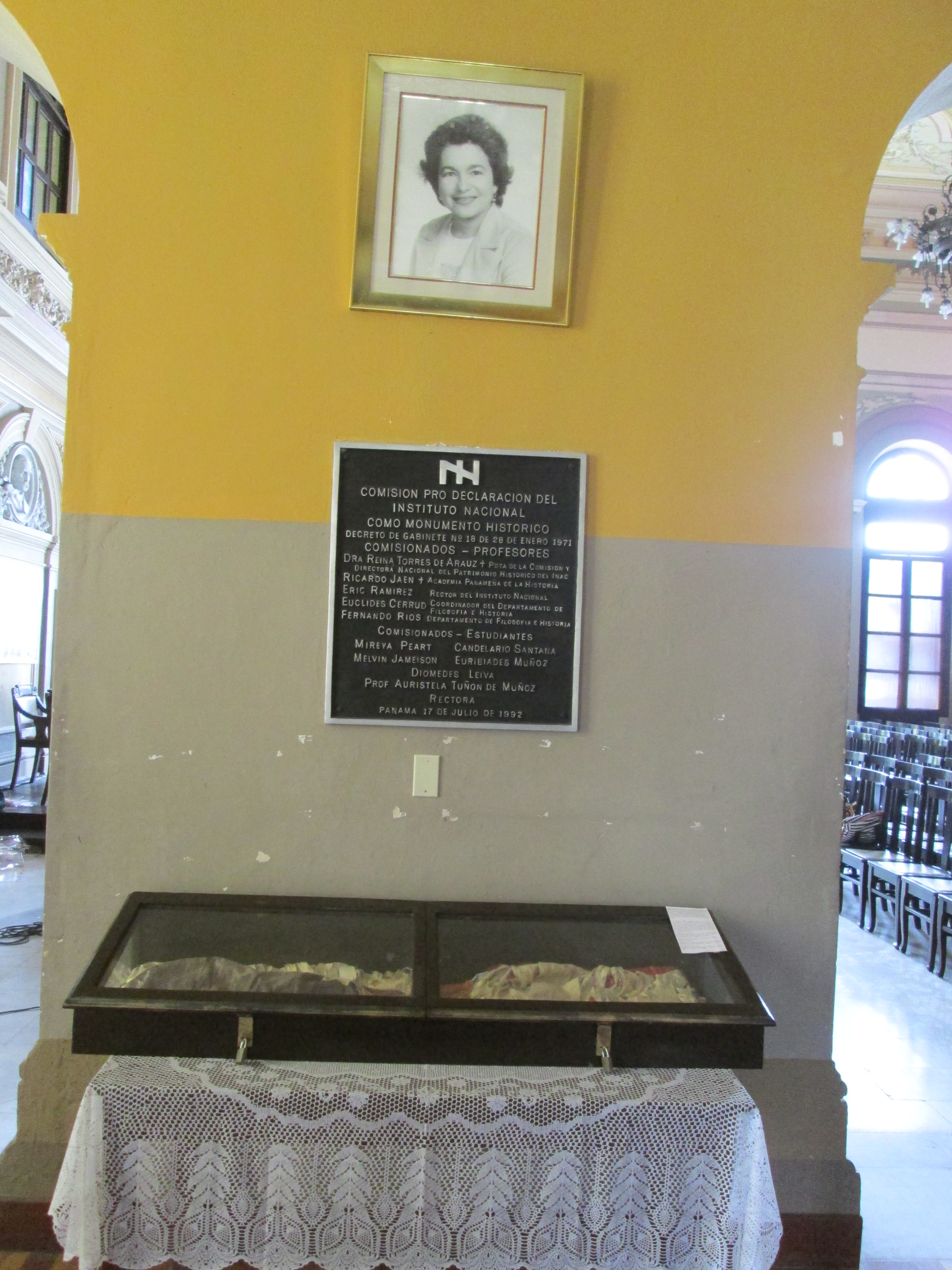
Área del Instituto Nacional de Panamá, que muestra su declaración a monumento histórico por Reina Torres de Araúz, siendo la directora de Patrimonio Histórico Nacional del Instituto Nacional de Cultura de Panamá.

La labor de Reina Torres de Araúz la lleva a denunciar a panameños y estadounidenses que practicaban la huaquería o extracción ilegal de piezas arqueológicas de los sitios donde reposan los restos de culturas indígenas. Solicitó personalmente y por escrito a varios museos estadounidenses la devolución de piezas arqueológicas panameñas que conservaban como parte de sus colecciones.

#### Remoción de la Locomotora 299
En 1979, dos años luego de la firma de los Tratados Torrijos-Carter, el entonces gobernador de la Zona del Canal de Panamá, Harold Parfitt removió la locomotora 299, parte del primer ferrocarril transcontinental (Ferrocarril de Panamá), para enviarla a un museo industrial en Nueva Jersey.  Esta locomotora había sido incluida previamente dentro del patrimonio histórico nacional y su donación al museo de Nueva Jersey había sido negociada sólo un año antes, cuando los Tratados ya estaban en vigencia.  Esta situación indignó a Reina Torres de Araúz, quien había dejado saber con anterioridad a las autoridades zoneítas de sus intenciones de que esa pieza histórica permaneciera en Panamá. Reina Torres describe la acción del gobernador Parfitt como:
Una flagrante violación a todos los instrumentos internacionales sobre el patrimonio histórico de la humanidad, y constituye dolorosamente, en este momento en que estamos próximos a la ejecución del Tratado, una negación efectiva a las declaraciones conjuntas de ratificación de la total soberanía panameña.

## Vida personal

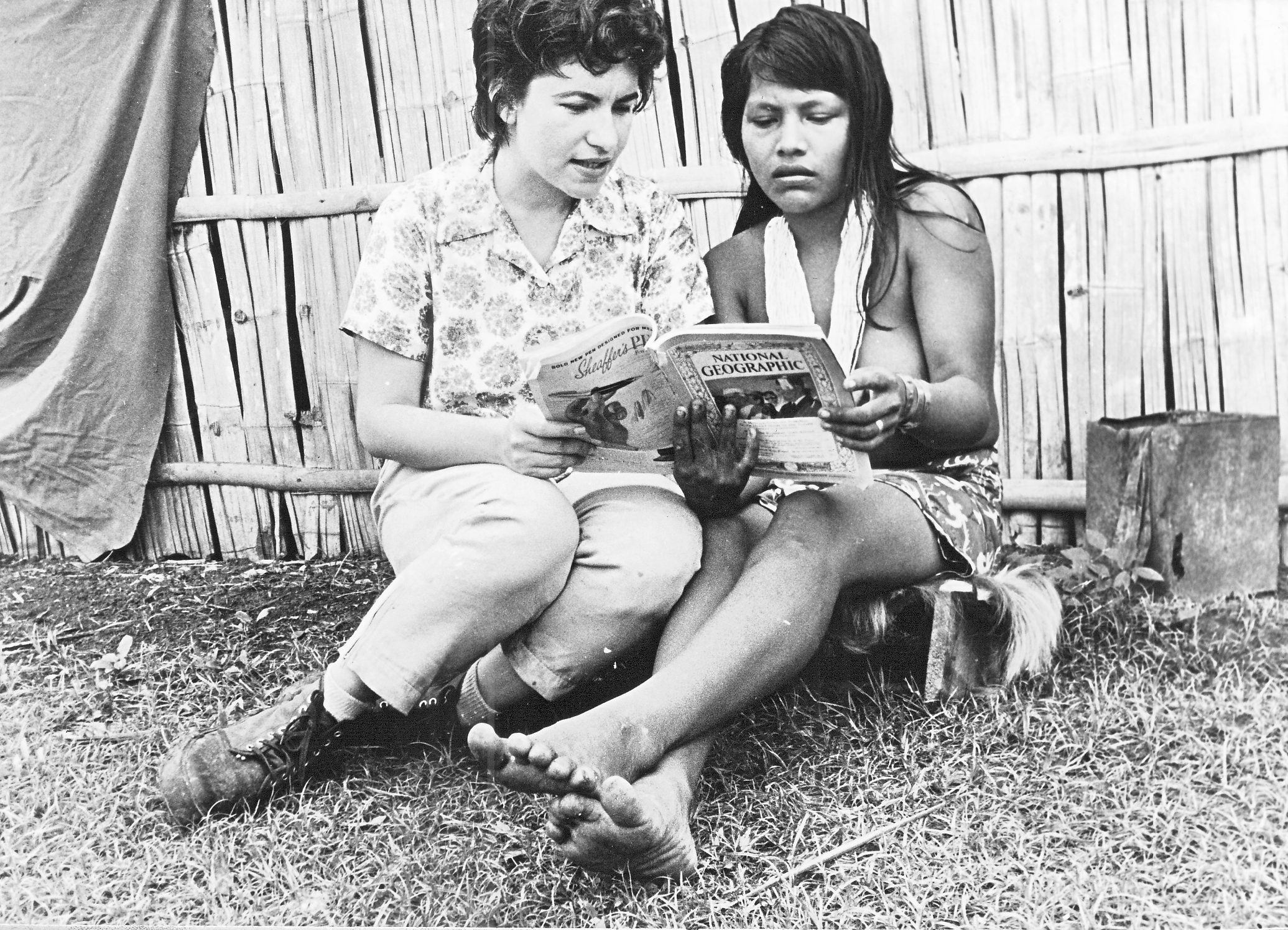
Reina Torres de Araúz en la expedición Trans-Darién.

Conoció al profesor Amado Araúz en el año 1958 mientras realizaba una investigación sobre los indígenas de la provincia de Darién y contrajeron matrimonio el 30 de diciembre de 1959. Tuvieron tres hijos: Oscar, Hernán y Carmela.
Al poco tiempo de casados, partieron en la primera travesía en vehículo desde Panamá hasta Bogotá llamada "Expedición Trans-Darién" en la cual pasaron cuatro meses y veinte días por las selvas darienitas y chocoanas.

## Últimos años
A inicios de la década de 1980, le detectaron un cáncer avanzado a su hijo mayor Oscar, quien tan solo tenía 23 años. Al poco tiempo de la muerte de su hijo, Reina Torres fue diagnosticada con cáncer de mama, enfermedad con la que luchó valientemente por dos años y medio. Murió en la mañana del 26 de febrero de 1982 a la edad de 49 años.
Durante la última fase de su enfermedad, Reina Torres de Araúz aún trabajaba incansablemente. Sus últimos trabajos fueron la selección de las piezas de la museografía del Museo de Chitre y la redacción de las páginas de su nuevo libro "El Nuevo Edimburgo del Darién", obras que no pudo ver finalizadas.

## Publicaciones

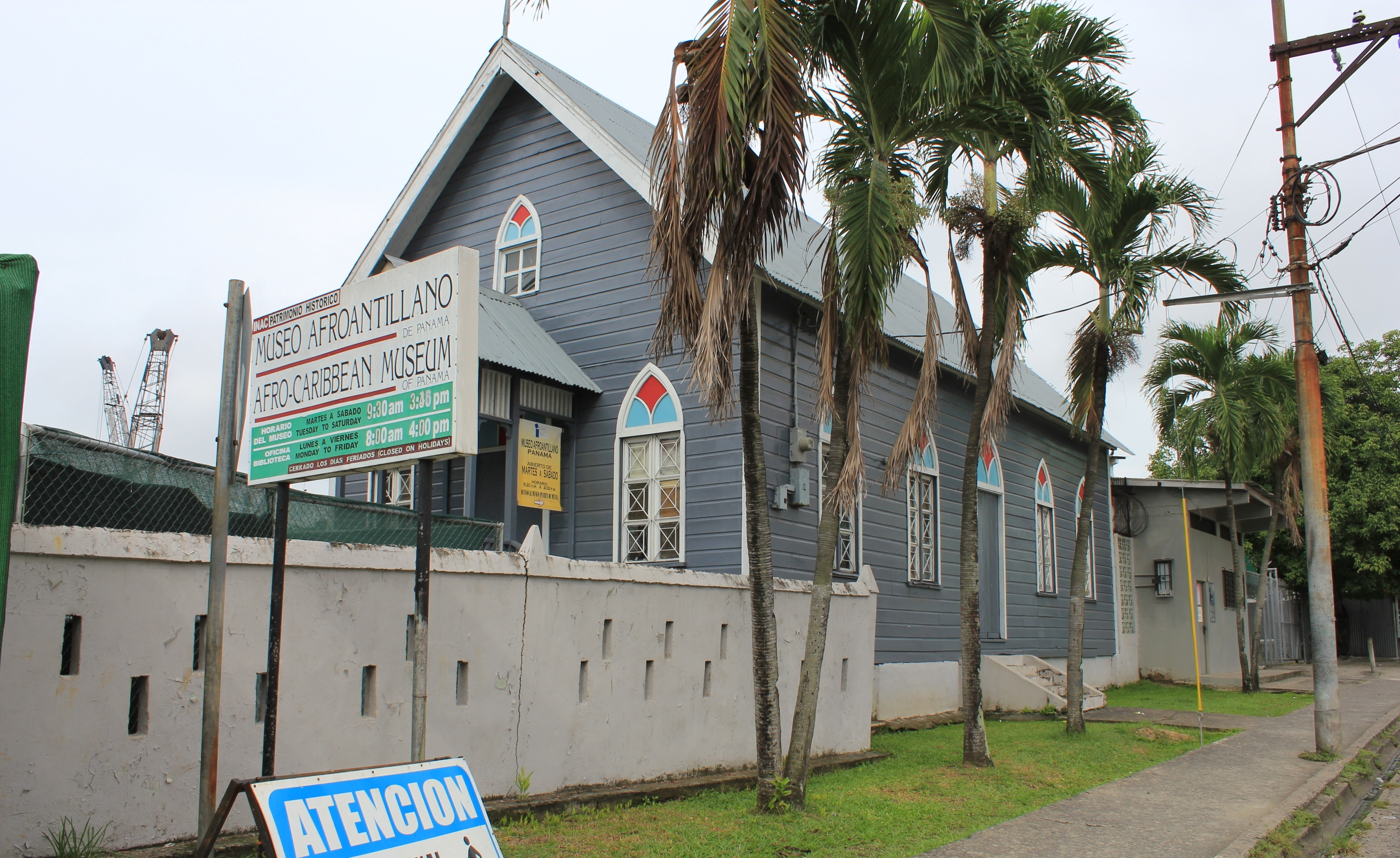
Reina Torres de Araúz fue una de las principales gestoras del Museo Afroantillano de Panamá, ubicado en la ciudad de Panamá

Reina Torres de Araúz fue una autora prolífica, con publicaciones en español e inglés. Para escribir sus libros se documentó a través de bibliotecas nacionales e internacionales, en países tan diversos como Costa Rica, República Dominicana, Suecia, México, Alemania, Israel, Francia, Colombia, Argentina y España.
A continuación sus obras:
- La Mujer Cuna de Panamá. Ediciones Especiales del Instituto Indigenista Interamericano, México, D.F. 1957.

- Bioenvironmental and radiological – safety feasibility studies, Atlantic-Pacific Interoceanic Canal. Phase 1 – Final Report, Human Ecology Studies, Panamá, Route 17.  Prepared for Batelle Memorial Institute, Columbus Laboratories, 10 CS Memorandum BMI 6, 130 p.1967.

- Demographic characteristics of Human Groups inhabiting the eastern region of the Republic of Panama. Bioenvironmental and radiological – safety feasibility studies, Atlantic – Pacific Interoceanic Canal .Prepared for Batelle Memorial Institute, 10 CS Memorandum, 16 p. 1968.

- Human Ecology of Route 17 (Morti-Sasardi) Final Report. Batelle Memorial Institute, Columbus. Ohio. 1968.

- Arte Precolombino en Panamá.  Impresora de la Nación, Panamá. 1972.

- Natá Prehispánico, Editora de la Universidad de Panamá, Panamá. 1972.

- Darién: Etnoecología de una Región Histórica. Editora de la Nación, Panamá. 1975.

- Panamá Indígena. Editora de la Nación, Panamá. 1982.

### Editora y directora de las revistas[16]
- Hombre y Cultura. Universidad de Panamá, 13 números.

- Revista Patrimonio Histórico, 5 Números (INCUDE).